# 看不见的大陆
《看不见的大陆》（法语：Raga : approche du continent invisible），全称是《拉迦：看不见的大陆》，是法国作家，2008年诺贝尔文学奖得主让-马里·古斯塔夫·勒克莱齐奥的一部散文随笔集。出版于2006年。

## 内容介绍
《看不见的大陆》一共由8篇散文组成。全书的开头，作者写了：献给麦儿西西高地的向导夏洛蒂·卫·马当苏埃。

全书以类似游记的方式，叙述了作者在太平洋上瓦努阿图的拉迦岛的见闻，同时也介绍了大洋洲的殖民历史。

书中穿插了一些瓦努阿图的神话传说，旨在表现太平洋岛国共有的历史。

对西方人殖民统治的批判也是本书的主旨之一，因而全书带有一种忧伤的氛围。

## 经典语句
- 都说非洲是被遗忘的大陆。大洋洲却是看不见的大陆。
- 记忆是有欺骗性的，不是吗？

## 中译本
- 《看不见的大陆》袁筱一译。人民文学出版社2009年出版。[3]